# Ceblepyris
Genre
Ceblepyris est un genre de passereaux de la famille des Campephagidae. Il regroupe cinq espèces d'échenilleurs.

## Répartition
Ce genre vit à l'état naturel en Afrique subsaharienne.

## Liste alphabétique des espèces
Selon la classification de référence du Congrès ornithologique international (version 15.1, 2025) :
- Ceblepyris cinereus (Statius Müller, 1776) — Échenilleur malgache
- Ceblepyris cucullatus (Milne-Edwards & Oustalet, 1885) — Échenilleur des Comores
- Ceblepyris graueri (Neumann, 1908) — Échenilleur de Grauer
- Ceblepyris pectoralis (Jardine & Selby, 1828) — Échenilleur à ventre blanc
- Ceblepyris caesius Lichtenstein, MHK, 1823 — Échenilleur gris